# 罗斯郡足球俱乐部
罗斯郡足球俱乐部（英語：Ross County Football Club）是位於蘇格蘭北部高地歷史區羅斯-克羅默蒂（Ross and Cromarty）城鎮丁沃尔（Dingwall）的足球會。羅斯郡以维多利亚公园球场為主場，因為在2017-18球季中戰績不佳，將在18-19賽季被降級至蘇格蘭足球冠軍聯賽中作賽。

## 球會歷史
於1929年成立，羅斯郡初期參加高地足球聯賽（Highland Football League），期間奪得三次冠軍錦標，首次在1967年，其後於1991年及1992年再次獲得冠軍。而羅斯郡在蘇格蘭足總盃中經常爆出冷門，曾先後8次淘汰蘇超球隊出局，其中於1994年1月8日作客以4-0擊敗福弗爾（Forfar Athletic）最為人津津樂道。
1994/95年球季蘇格蘭足球聯賽重組，於1994年1月11日進行投票，羅斯郡成為兩支獲准加入新成立有10隊角逐的丙組聯賽的新球隊之一，羅斯郡獲得57票，而剛合併的卡莱多尼安菲士圖（Caledonian Thistle）則獲得68票。
自從加入蘇格蘭足球聯賽後，羅斯郡取得良好的發展。於1998/99年奪得丙組聯賽冠軍及獲得升級到乙組的資格。羅斯郡升級當季即獲得第三位，由於蘇超由10隊增加到12隊，受惠於聯賽重組，羅斯郡獲准升級到甲組。
在甲組立足多年後，羅斯郡在2006/07年球季雖然獲得37分，仍然需要降級到乙組去。實力超班的羅斯郡在降級球季，早在2008年4月5日4-0擊敗巴域克（Berwick Rangers）後即確定奪得乙組聯賽冠軍，於2008/09年重返甲組聯賽。
羅斯郡贏得的首項全國性錦標冠軍來自蘇格蘭聯賽挑戰杯，於2006年11月12日在加時後仍與克萊德（Clyde）打成1-1平手，需以十二碼決定冠軍，加時才後補入替及首次上陣的小將贾森·克鲁斯（Jason Crooks）射入致勝一球，5-4擊敗克萊德奪得歷來首項錦標冠軍。

## 主場球場
维多利亚公园球场（Victoria Park）位於丁沃尔（Dingwall）市內，有東、西兩個有蓋坐席看台及球門兩端的站立看台，可容6,310名觀眾（2,590個坐席），雖然容量比當地人口（5,521人）還要多，但仍未符合蘇超的規定。

## 敵對球隊
羅斯郡最主要的敵對球隊是同屬蘇格蘭高地現時位處蘇超的，兩隊在高地聯賽時已建立強烈的敵對關係。

## 球會綽號

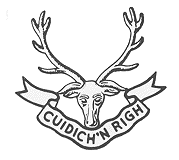
奧爾巴尼公爵團的軍團紋章

羅斯郡的綽號「Staggies」源於其會徽上的鹿頭，取材自奧爾巴尼公爵團（Seaforth Highlanders）的軍團紋章，於第一次世界大戰時很多當地人參軍及陣亡的軍團。

## 球會榮譽
- 乙組足球聯賽冠軍：2007–08年；
- 丙組足球聯賽冠軍：1998–99年；
- 蘇格蘭聯賽盃冠軍：2015–16年；
- 蘇格蘭聯賽挑戰盃冠軍：2006–07年；
- 高地足球聯賽（Highland Football League）冠軍：1966–67年、1990–91年、1991–92年；

## 外部連結
- 罗斯郡官方网站 （页面存档备份，存于）